# Adweek
Adweek — американский журнал, посвящённый рекламе. Появился в 1979 году. Его основным конкурентом является Advertising Age.

## История
Журнал появился в 1979 году. В 1990 году компания Affiliated Publications Inc., которая издаёт The Boston Globe, согласилась приобрести 80 процентов акций A/S/M Communications Inc., которая издавала Adweek.
В апреле 2008 года Элисон Фейи, десять лет проработавшая редактором Adweek, была назначена издателем и главным редактором. На посту редактора её сменил Майк Чепмен, ранее работавший в Economist Intelligence Unit и eMarketer.
В 2016 году журнал приобрела канадская частная инвестиционная компании Beringer Capital, а 2 июня 2020 года Adweek у неё выкупила инвестиционная компания Shamrock Capital.